# Mount Gilmour
Mount Gilmour är ett berg i Antarktis. Det ligger i Västantarktis. Inget land gör anspråk på området. Toppen på Mount Gilmour är 549 meter över havet.
Terrängen runt Mount Gilmour är kuperad åt nordost, men åt sydväst är den platt. Trakten är obefolkad. Det finns inga samhällen i närheten.